# ウィロウズ・スポーツコンプレックス
ウィロウズ・スポーツコンプレックス(Willows Sports Complex)、通称デイリーファーマーズ・スタジアム(Dairy Farmers Stadium)はオーストラリア・クイーンズランド州タウンズビルにあるスタジアムである。ナショナル・ラグビー・リーグのノースクイーンズランド・カウボーイズ、およびサッカーAリーグのノースクイーンズランド・フューリーのホームスタジアムとなっている。ネーミング・ライツの移り変わりにより、スタジアムの呼び名はストックランズ・スタジアム (1995-1998) 、マランダ・スタジアム (1999) と変遷してきた。現在ネーミング・ライツを保有しているデイリーファーマーズは、オーストラリアの乳製品メーカーである。

## 歴史
現在スタジアムがある土地は、以前は競馬場であり繋駕速歩競走がおこなわれていた。1994年、タウンズビル市議会と隣のサーインゴーワ市議会はウィロウズスポーティングコンプレックスという地方公共団体を設立し、土地の管理を委ねることにした。ウィロウズスポーティングコンプレックスは新設されたラグビーリーグクラブであるノースクイーンズランド・カウボーイズに土地を貸与し、カウボーイズはここを競技場としてオーストラリアン・ラグビーリーグ (現在のナショナル・ラグビー・リーグ) に参加することとなった。クイーンズランド州政府の補助金などをもとに、幾度にも渡り改修工事がおこなわれ、競馬場跡地はスタジアムへと生まれ変わっていった。2006年には、立ち見席であったバックスタンドおよびに南北のサイドスタンドに座席が設けられ、収容能力は26500人となった。

## 使用実績

### ラグビーリーグ
ラグビーリーグの試合に使われることが最も多い。ノースクイーンズランド・カウボーイズのほか、クイーンズランド州内のリーグに参加しているノースクイーンズランド・ヤングガンズというクラブもこのスタジアムを使用している。また、2000年にはオーストラリア代表対パプアニューギニア代表の試合もおこなわれた。

### ラグビー (ユニオン)
トップレベルのラグビーの試合がおこなわれたのは、2001年のブリティッシュ・アンド・アイリッシュ・ライオンズのオーストラリア遠征に際してのことであり、ライオンズはクイーンズランド州選抜と対戦した。2003年の第5回ラグビーワールドカップの会場にも選ばれ、3試合が開催された。なお、3試合全てがラグビー日本代表の試合である。

### サッカー
2009年創設のサッカークラブであるノースクイーンズランド・フューリーがここをホームスタジアムとしてAリーグに参加している。

### その他
クリケットやボクシング、モトクロスなどがおこなわれたこともある。また、2007年12月にはエルトン・ジョンのコンサートツアー会場の1つにもなった。